# Nightshade Forests
Nightshade Forests (с англ. — «Леса ночных теней») — первый мини-альбом австрийской группы Summoning, выпущенный 3 июня 1997 года на лейбле Napalm Records. Он состоит из четырёх песен, оставшихся после записи предыдущего студийного альбома Dol Guldur в 1996 году.

## Об альбоме
Этот альбом несколько отличается от предыдущих альбомов группы. Диск содержит тексты о Средиземье, включая две поэмы Толкиена — «Кветлориэн среди деревьев» и «Хаббанан под звездами». Лирика органично сочетается с медленными атмосферными пассажами клавишных и драм-машины, таинственным вокалом, фоновым, на грани с шумом, звучанием электрогитары, а также семплами сражений (в песне «Flesh and Blood»).

## Список композиций
| №  | Название                     | Перевод                   | Длительность |
| -- | ---------------------------- | ------------------------- | ------------ |
| 1. | «Mirkwood»                   | Лихолесье                 | 9:45         |
| 2. | «Kortirion Among the Trees»  | Кветлориэн среди деревьев | 8:51         |
| 3. | «Flesh and Blood»            | Плоть и Кровь             | 7:55         |
| 4. | «Habbanan Beneath the Stars» | Хаббанан под звездами     | 7:13         |

## Участники записи
- Рихард Ледерер — вокал, бас-гитара, клавишные
- Михаэль Грегор — вокал, клавишные